# José Antonio Zaldúa
Pour les articles homonymes, voir Zaldúa.
José Antonio Zaldúa Urdanavia, plus connu comme Zaldúa, né le 15 décembre 1941 à Elizondo (Navarre, Espagne) et mort le 30 juin 2018, est un footballeur espagnol qui évoluait au poste d'attaquant. Avec ses 95 buts en championnat d'Espagne, il est un des meilleurs buteurs de l'histoire du FC Barcelone.

## Carrière
Zaldúa débute dans le championnat d'Espagne de football avec le Real Valladolid le 17 janvier 1960 lors d'un match contre Elche CF. Ensuite il joue avec le FC Barcelone depuis la saison 1961-1962 jusqu'à la saison 1969-1970. Avec le Barça, il ne remporte aucun championnat mais il joue 357 matchs et marque 175 buts.
Il termine sa carrière de footballeur avec le CE Sabadell lors de la saison 1971-1972.
Zaldúa a disputé trois matchs avec l'équipe d'Espagne. Il débute le 10 décembre 1961 face à la France à Paris (match nul 1 à 1). Son deuxième match avec l'Espagne a lieu le 30 octobre 1963 contre l'Irlande du Nord à Belfast (victoire 0 à 1). Son troisième et dernier match avec la Roja a lieu le 1er décembre 1963 à Valence contre la Belgique (défaite 1 à 2 de l'Espagne).

## Équipes
| Club            | Pays    | Année | Matchs | Buts |
| --------------- | ------- | ----- | ------ | ---- |
| Real Valladolid | Espagne | 1958  | 32     | 11   |
| FC Barcelone    | Espagne | 1961  | 37     | 19   |
| Osasuna (prêt)  | Espagne | 1964  | 19     | 7    |
| FC Barcelone    | Espagne | 1965  | 110    | 40   |
| CE Sabadell     | Espagne | 1971  | 126    | 18   |

## Palmarès
| Titre                      | Club         | Année |
| -------------------------- | ------------ | ----- |
| Coupe d'Espagne            | FC Barcelone | 1963  |
| Coupe des villes de foires | FC Barcelone | 1966  |
| Coupe d'Espagne            | FC Barcelone | 1968  |